# تيرينس بينتو
تيرينس بينتو (بالفرنسية: Terence Pinto)‏ (12 سبتمبر 1989 ببو في فرنسا - ) هو لاعب كرة قدم فرنسي في مركز الدفاع. لعب مع أوستينده ونادي ليبورن وUR La Louvière Centre ‏.

## وصلات خارجية
- تيرينس بينتو على موقع قاعدة بيانات كرة القدم.إي يو (الإنجليزية)
- تيرينس بينتو على موقع Soccerway.com (الإنجليزية)